# Капаяны
Капа(й)яны — ныне исчезнувший индейский народ, проживавший на территории Аргентины.

## Распространение
Капаяны обитали на территории современных аргентинских провинций Ла-Риоха , Катамарка, Сан-Хуан, рядом с племенами диагита (к северу от капаянов) и уарпе (к югу).

## Этническая принадлежность
Большинство авторов рассматривают капаянов, ввиду большого числа общих черт (в том числе языка какан) как часть большой группы народов пасиока («диагита»), в которую также входили кальчаки, олонгаста, кильме.

## Язык
Вместе с племенем диагита (пасиока) говорили на языке какан или близкородственном языке. Остатки языка сохранились в суффиксах местных топонимов -bis или -china: Yacampis, Quilmebis, Guanchina, etc.

## Технология
Капаяны владели технологией ткачества, изготавливали ткань из шерсти гуанако и ламы, обрабатывали медь и золото. Также они сооружали каналы и ирригационные рвы для мелиорации своих участков. Из сельскохозяйственных культур они выращивали кукурузу, тыкву, картофель и киноа. Широко использовалась керамика, в основном для изготовления погребальных урн. Керамику украшал геометрический орнамент красного, чёрного и белого цвета, известный как стиль Санагаста-Ангуаласто.
Дома представляли собой глинобитные сооружения или мазанки. Иногда здания сооружались рядом с крупными деревьями, крона которых служила крышей. Такая технология до настоящего времени используется в Винчине (провинция Ла-Риоха).

## Упадок
Около 1480 года инки вторглись в регион, где проживали диагита и капайяны, и включили их территории в состав государства Тауантинсуйу. Начиная с 1607 года владычество испанцев привело к упадку и в конечном счёте исчезновению народа в конце XVIII века. Капайяны принимали участие в общем индейском восстании 1632 г. вместе с племенами диагита.
В честь капайянов назван департамент Капаян в провинции Катамарка.